# Ronde van Frankrijk 2022/Negentiende etappe
De negentiende etappe van de Ronde van Frankrijk 2022 werd verreden op 22 juli met start in Castelnau-Magnoac en finish in Cahors. Het betrof een vlakke rit over 189 kilometer.

## Koersverloop
De vluchters Fred Wright, Jasper Stuyven en Alexis Gougeard hielden het lang vol maar werden ingerekend met nog 1500m te gaan. Christophe Laporte ging vroeg aan en sprintte als eerste naar de vluchters toe. De overige renners kwamen te laat en zo kwam niemand meer in de buurt van Laporte en de Fransman won zo de negentiende rit, wat al de vijfde etappezege was voor de Jumbo-ploeg. Hierachter gingen Jasper Philipsen en Alberto Dainese als tweede en derde over de meet, beste Nederlander was Dylan Groenewegen op een zevende plek. De gele trui van Jonas Vingegaard kwam niet in gevaar ondanks de vijfde plaats van Tadej Pogačar.

## Uitslag
| Castelnau-Magnoac – Cahors (189 km) |                    |                         |         |
| Plaats                              | Naam               | Ploeg                   | Tijd    |
| 1                                   | Christophe Laporte | Jumbo-Visma             | 3h52'04 |
| 2                                   | Jasper Philipsen   | Alpecin-Deceuninck      | +1      |
| 3                                   | Alberto Dainese    | Team DSM                | z.t.    |
|                                     |                    |                         |         |
| 7                                   | Dylan Groenewegen  | Team BikeExchange-Jayco | z.t.    |

| Algemeen klassement |                  |                    |          |
| Plaats              | Naam             | Ploeg              | Tijd     |
| Gele trui           | Jonas Vingegaard | Jumbo-Visma        | 75h45'39 |
| 2                   | Tadej Pogačar    | UAE Team Emirates  | +3'26    |
| 3                   | Geraint Thomas   | INEOS-Grenadiers   | +8'00    |
|                     |                  |                    |          |
| 19                  | Dylan Teuns      | Bahrain-Victorious | +1h08'26 |
| 25                  | Bauke Mollema    | Trek-Segafredo     | +1h43'18 |

## Opgaves
- Enric Mas (Movistar Team): Niet gestart wegens COVID

1e etappe ·
2e etappe ·
3e etappe ·
4e etappe ·
5e etappe ·
6e etappe ·
7e etappe ·
8e etappe ·
9e etappe ·
10e etappe ·
11e etappe ·
12e etappe ·
13e etappe ·
14e etappe ·
15e etappe ·
16e etappe ·
17e etappe ·
18e etappe ·
19e etappe ·
20e etappe ·
21e etappe
Startlijst · Eindstanden · Afbeeldingen